# Chingkankousaurus fragilis
Il chingkankousauro (Chingkankousaurus fragilis) è un presunto dinosauro carnivoro di incerta collocazione sistematica. L'unico resto fossile rinvenuto è stato trovato in Cina in strati del Cretaceo superiore (Maastrichtiano, circa 70 milioni di anni fa).

## Classificazione
Questo dinosauro è noto solo per un singolo osso fossile, descritto da Young nel 1958 e considerato una sottile scapola di un carnivoro simile ad Allosaurus. Successivamente è stato ascritto ai tirannosauridi, ma in realtà un riesame del fossile ha mostrato che il materiale è mal conservato e potrebbe essere anche una costola parziale di un qualche tipo di dinosauro. Non si è nemmeno certi che fosse effettivamente un dinosauro teropode. Il nome deriva da Jingankou (Ching-kan-k'ou) nella provincia di Shandong, dove è stato trovato il fossile.